# Palomero
Palomero – gmina w Hiszpanii, w prowincji Cáceres, w Estramadurze, o powierzchni 20,27 km². W 2011 roku gmina liczyła 412 mieszkańców.